# Petunia
Petunia er en slægt med ca. 25 arter, som er udbredt i de tempererede og subtropiske dele af Sydamerika, dvs. Brasilien, Uruguay, Argentina, Paraguay og Bolivia.
Petunier er urteagtige (i hjemlandet oftest flerårige) planter med klæbrige hår. Bladene kan være modsatte eller spredtstillede, og de er hele og helrandede. Blomsterne er samlet i løse, endestillede stande. De er 5-tallige og næsten helt regelmæssige med duft og ofte kraftig rødlig, eller blegt blå farve. Kronbladene er tragtformet sammenvoksede med frie lapper. Frugterne er kapsler med to kamre og mange frø.
Her beskrives kun de arter og den hybrid, der bliver dyrket i Danmark.
| Beskrevne arter |

- Hvid petunia (Petunia axillaris)
- Havepetunia (Petunia x hybrida)
- Violet petunia (Petunia integrifolia)

| Andre arter |

| - Petunia alpicola - Petunia altiplana - Petunia bajeensis - Petunia bonjardinensis - Petunia exserta - Petunia guarapuavensis - Petunia helianthemoides - Petunia humifusa - Petunia interior - Petunia ledifolia - Petunia littoralis | - Petunia mantiqueirensis' - Petunia occidentalis - Petunia patagonica - Petunia pubescens - Petunia reitzii - Petunia riograndensis - Petunia saxicola - Petunia scheideana - Petunia variabilis - Petunia villadiana |

Note
1. ↑  Sumei Chen, Kiyoshi Matsubara, Takahiro Omori, Hisashi Kokubun, Hiroaki Kodama, Hitoshi Watanabe, Goro Hashimoto, Eduardo Marchesi, Laura Bullrich og Toshio Ando: Phylogenetic analysis of the genus Petunia (Solanaceae) based on the sequence of the Hf1 gene i Journal of Plant Research, 2007, 120, 3, side. 385–397. Se et abstract online (Webside ikke længere tilgængelig)